# Idicara thricophora
Idicara thricophora là một loài bướm đêm trong họ Noctuidae.